# Kepler-445
Kepler-445 (precedentemente designata KOI-3158) è una stella nana rossa distante 294 anni luce dal sistema solare, visibile come un oggetto di magnitudine 12,6 nella costellazione del Cigno. Nel 2015 è stata confermata la presenza di tre pianeti extrasolari orbitanti attorno ad essa, dopo che con il telescopio spaziale Kepler furono osservati diversi transiti dei pianeti davanti alla stella.

## Caratteristiche
Kepler-445 è una piccola nana rossa di tipo spettrale M4V, avente una massa ed un raggio che sono circa un terzo di quelli del Sole. La sua temperatura superficiale è di poco superiore ai 3000 K e la metallicità è del 55% superiore a quella della nostra stella.

## Sistema planetario
Nel 2015 sono stati scoperti tre pianeti attorno a Kepler-445, anche se Kepler-445 c, il pianeta intermedio, con una raggio di 2,5 R⊕ è classificabile tra le super Terre, forse è un pianeta oceanico, tuttavia nel caso avesse un involucro gassoso, sarebbe un mininettuno. Il più vicino alla stella, Kepler-445 b, ha una raggio di 1,58 R⊕, mentre il terzo è più distante dalla stella, con un raggio di 1,25 R⊕ è classificabile tra i pianeti terrestri.
Il pianeta d pare anche situato nella zona abitabile, dove potrebbe esistere acqua liquida in superficie. La luminosità della stella è appena dello 0,7% di quella del Sole, tuttavia il pianeta si trova a sole 0,045 UA da essa, ossia a circa 7 milioni di chilometri. Questo comporta però che il pianeta sia probabilmente in rotazione sincrona con la stella ed un emisfero sia sempre alla luce mentre l'altro sempre in ombra, inoltre, le nane rosse come Kepler-45 sono soggette a brillamenti piuttosto violenti, che potrebbero inibire il formarsi della vita.

### Prospetto planetario
Sotto, un prospetto del sistema di Kepler-445, con i pianeti in ordine di distanza dalla stella:
| Pianeta | Tipo         | Massa   | Raggio  | Periodo orb. | Sem. maggiore | Eccentricità | Incl. orbita | Scoperta |
| ------- | ------------ | ------- | ------- | ------------ | ------------- | ------------ | ------------ | -------- |
| b       | Super Terra  | 6,36 M⊕ | 1,74 R⊕ | 2,984 giorni | —             | 0            | 89,74°       | 2015     |
| c       | Mininettuno? | 8,58 M⊕ | 2,72 R⊕ | 4,871 giorni | —             | 0            | 89,91°       | 2015     |
| d       | Roccioso     | 3,5 M⊕  | 1,33 R⊕ | 8,153 giorni | —             | 0            | 89,61°       | 2015     |